# Gustavo Pena
Gustavo José Pena Casanova, apodado «El Príncipe» (Montevideo, 2 de diciembre de 1955 - 13 de mayo de 2004), fue un músico uruguayo cantautor que luego de su muerte se convirtió en un músico de culto.

## Trayectoria musical
En 1975 estudió flauta contralto, luego armonía, y prosiguió su formación en forma autodidacta, aprendiendo bajo, guitarra, flauta, armónica, mandolina y voz. Entre 1975 y 1978 tocó el bajo con el grupo de música instrumental, Feeling, y candombe con Marta Gularte. Su primera presentación solista tuvo lugar en la Alianza Francesa de Montevideo, en 1979[cita requerida].
En 1980 viajó a São Paulo y se integró como guitarrista del grupo de country The Harold Andersons Group y el grupo Capote (fusión de rock con música nordestina). Fue invitado a tocar en la inauguración del Teatro Independiente Ipiranga. En 1981 volvió a Montevideo, incursionando en el género tropical y la bossa nova.
En 1982 se presentó en La Trastienda en Buenos Aires, invitado por el Negro González. Integró el grupo Pareceres, de Jorge do Prado (1985), con quienes grabó Habrá que aprender a volar (canto popular). Al mismo tiempo, formó El buraco incivilizado, integrado por Jorge Sadi (bajo), Gustavo Rodríguez (batería), Diego Ebeller (teclados) y El Cuis (saxo). Trabajó como arreglista, compositor, guitarrista y vocalista. En una segunda formación del grupo participaron Luis Alderotti, Gustavo Muñoz Mamut y Phillip Pinet. Se presentaron en la Explanada Municipal y en el Festival de Jazz del Club Atenas.
En 1982, también actuó como intérprete de la guitarra en el grupo de música tropical Los herederos.
En el Festival de La Paz se presentó como solista (1985-86). Poco después formó un dúo con Fabián Pietrafesa, presentando unos espectáculos llenos de improvisaciones. También grabó con José Dotti en el LP Extrañándote (armónica). Más adelante, junto a Daniel Jaques y Wilson Negreira, se presentó en el Teatro La Candela, en el Sorocabana y otros. En 1988 tocó en el Parque Rock Do y en El Circo, con un grupo distinto en cada festival. Volvió a Brasil y tocó en Río de Janeiro y Sao Paulo junto a Banda de Cariocas. Formó el grupo Las gárgolas venenosas y en el 1991 se presentó en Teatro el Tinglado junto a Roberto Galletti.
Entre 1990 y 1991 grabó el disco La fuente de la juventud en Buenos Aires; su único álbum grabado en estudio (estudios Panda de Buenos Aires), el cual se editó 14 años más tarde, en 2005. Este es un disco pop con reminiscencias del jazz-rock, La fuente de la juventud cuenta con la participación de muchos músicos invitados: Jorge Sadi, Fernando Lerman, Leonardo Ramírez, Alejandro Franov, Willy Muñoz, Javier Bonga, Fabián Pietrafesa y Richard Nant. La última canción, Pensamiento de caracol.
En 1992 hizo algunas presentaciones de un show audiovisual en Junta Cadáveres con Pietrafesa y Carlitos Plá, entre otros participantes circunstanciales. Después forma la Sin Fónica.
En 1999 grabó en el disco ¿Cómo? con Herman Klang y Malena Morgan (banda). Ese mismo año se formó Autobombo con Martín Morón (trombón) y Mario Gulla (violín); más adelante se unió Leo Anselmi (contrabajo). 1 Año después en el 2000,se formó La Rana Raraka junto a Martín Muguerza (batería) y Carlos Plá (bajo). También tocó y grabó con Gustavo Cúneo (Batería) y Carlos Plá (Bajo) en U`manos, y junto a Cachi Bacchetta y Carlos Plá arman Il Mastodonte.
En el año 2003, la compañía discográfica Ayuí / Tacuabé editó El recital, un disco en vivo que cuenta con la participación de El Club de Tobi como banda invitada.
En 2004, a sus 49 años, su carrera fue truncada por su muerte por un infarto agudo de miocardio. En el momento que su música está siendo reconocida por mayor cantidad de gente, se presenta en salas con más público y cuando es difundido en un ciclo de recitales de TV Ciudad conducido por Rubén Rada. Luego de su muerte se convierte, tanto en Uruguay como en Argentina, en un músico de culto —como Eduardo Mateo—, redescubierto por las nuevas generaciones.

## Legado
En vida, Gustavo Pena publicó únicamente dos discos: Amigotez, con Nicolás Davis (2001-2002) y El Recital (2002-2003), quedando la mayor parte de su obra inédita.  
Luego de su muerte, su hija Eli-u Pena, se abocó a la compilación, organización, digitalización y edición de la obra de su padre. Inicialmente editó dos discos: La fuente de la Juventud (grabado en 1991, editado en 2005) y Amor en el Zaguán (con Nico Davis, grabado en 2003, editado en 2006).  
Más adelante, Eli-U consiguió materializar un sitio web oficial donde continúa editando material de archivo, cuya descarga es libre y gratuita. Allí comparte fotos, videos, entrevistas radiales, letras, dibujos y los cifrados de algunas de sus canciones. También creó un canal de vídeos donde están a disposición varias grabaciones de este gran y prolífico compositor uruguayo. Al mismo tiempo, Eli-U interpreta y ha grabado varias de sus canciones en el disco Creo en los elefantes (2008).
Bandas como El Club de Tobi (Uruguay), La Abuela Coca (Uruguay), Eruca Sativa (Argentina), Onda Vaga (Argentina),  Millones de Casas con Fantasmas y Cuatro Pesos de Propina (Uruguay), Trovalina (Uruguay),  Los Tombos (Argentina), La Liga (Argentina) y la cantautora Ana Prada (Uruguay), la cantautora Loli Molina (Argentina), el músico Manu Chao (Francia), y el argentino Javier Mareco,  entre otros, han realizado versiones de sus temas que ayudan a difundir su música. 
El músico uruguayo Pablo Sciuto compuso la canción «Corazón de Mandolín» en homenaje a Gustavo Pena.
En diciembre de 2019 se estrenó Espíritu inquieto, un documental sobre Gustavo Pena dirigido por Matías Guerreros y Eli-U Pena, acompañado por un disco doble homónimo.

## Discografía
- 1979/1980: Archivo 1 (1979/80) (temas compuestos y grabados en casetes, editado en línea en 2011).
- 1980/1984: A Coisa Diferente (temas compuestos y grabados en casetes, con la participación de Gilda De León en la canción «A coisa diferente», editado en línea en 2015).
- 1984/1986: Buraco Incivilizado (editado en línea en 2017).
- 1991: La fuente de la juventud (editado en 2005), Ayuí/Tacuabé.
- 1998: U`manos (con Carlos Pla y Gustavo Cúneo, editado en línea en 2013).
- 1998/1999: Autobombo (con Mario Gulla, Martín Morón y Leo Anselmi, editado en línea en 2013).
- 1999: ¿Cómo? (con Malena Morgan y Herman Klang, editado en 2000), Los Años Luz, Buenos Aires.
- 2000: Rana Ranaka (con Carlos Pla y Martín Muguerza, Publicado en 2022)
- 2001: Amigotez (con Nicolás Davis, editado en 2002), Independiente.
- 2002: El recital (grabado en vivo con El Club de Tobi, editado en 2003), Ayuí/Tacuabé.
- 2003: Amor en el zaguán (con Nicolás Davis, editado en 2006), Los Años Luz, Buenos Aires.
- 2008:Creo en los Elefantes (Una recopilación de temas inéditos compuestos por Gustavo. Los temas los canta su hija Eli-u pena).
- 2018: Fuselaje Púrpura (con Herman Klang), Los Años Luz, Buenos Aires.
- 2020: Espíritu Inquieto: Lado A (Analógico), Lado D (Digital), Little Butterfly Records, Montevideo.